# Géoparc du Katla
Pour les articles homonymes, voir Katla (homonymie).
Le géoparc du Katla, en islandais Katla jarðvangur, est une aire protégée d'Islande de type géoparc reconnu par l'Unesco en 2015 permettant la sauvegarde et la mise en valeur du patrimoine géologique du Sud du pays. Il couvre l'intégralité des municipalités de Mýrdalshreppur, Rangárþing eystra, Skaftárhreppur, soit du Markarfljótssandur à l'ouest au Skeiðarársandur à l'est et du Bárðarbunga au nord à l'océan Atlantique au sud.

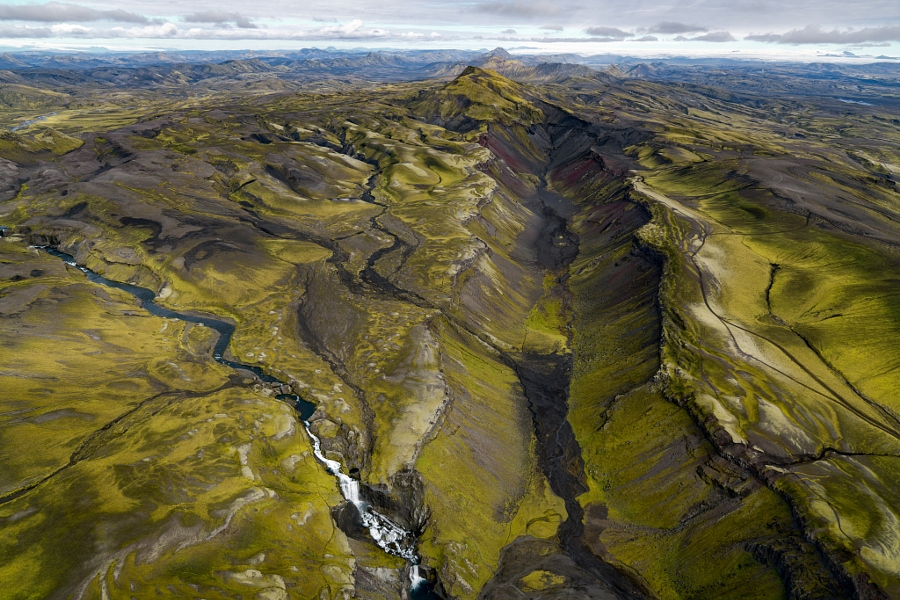
Vue aérienne de l'Eldgjá, une fissure volcanique située au nord-est du Katla et incluse dans le géoparc.